# Pavel Ilyashenko
Pavel Aleksandrovich Ilyashenko (em russo:  Павел Александрович Ильяшенко; Ufá, 23 de junho de 1990) é um pentatleta cazaque, nascido na Rússia. 

## Carreira
Ilyashenko representou o Cazaquistão nos Jogos Olímpicos de Verão de 2016, terminando na 35ª colocação.